# شهیر زعرور

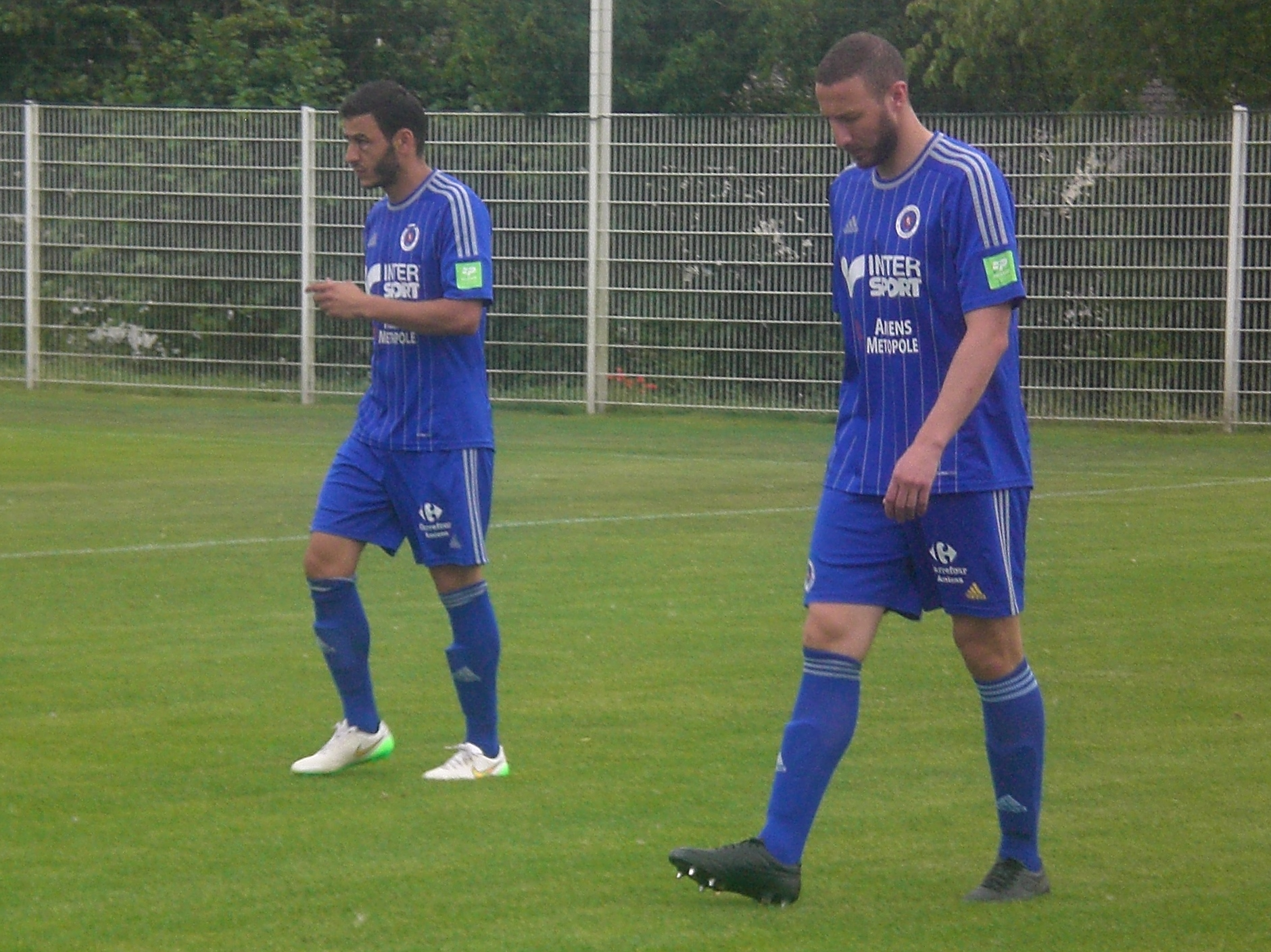
چهار زرور در سمت راست تصویر (کفش مشکی)

چهار زرور (انگلیسی: Chaher Zarour؛ زادهٔ ۱۴ مارس ۱۹۸۳) بازیکن فوتبال اهل فرانسه است.
از باشگاه‌هایی که در آن بازی کرده‌است می‌توان به باشگاه فوتبال دیژون، باشگاه فوتبال کن، باشگاه ورزشی آمیان، و باشگاه فوتبال پاریس اف سی اشاره کرد.